# Édouard-Adolphe Cantel

Bischofswappen von Bischof Édouard-Adolphe Cantel

Édouard-Adolphe Cantel (* 22. Juni 1836 in Marseille, Königreich Frankreich; † 10. Dezember 1910 in Oran, Französisch-Nordafrika) war ein französischer Geistlicher und römisch-katholischer Bischof von Oran.

## Leben
Édouard-Adolphe Cantel empfing am 24. Juni 1860 das Sakrament der Priesterweihe für das Erzbistum Paris.
Am 8. Juli 1898 wurde er zum Bischof von Oran ernannt und am 28. November desselben Jahres präkonisiert. Die Bischofsweihe spendete ihm am 24. Februar 1899 in der Kirche Saint-Denys-du-Saint-Sacrement in Paris der Erzbischof von Paris, Kardinal François Richard de la Vergne; Mitkonsekratoren waren der Bischof von Poitiers, Henri Pelgé, und der Bischof von Chartres, Bon-Arthur-Gabriel Mollien. Die Inthronisation im Bistum erfolgte am 19. März 1899.
Bischof Édouard-Adolphe Cantel blieb bis zu seinem Tod am 10. Dezember 1910 als Bischof im Amt.